# Демешко, Михаил Кузьмич
Михаил Кузьмич Демешко (1928 — 1976) — советский передовик производства в сельском строительстве. Герой Социалистического Труда (1971).

## Биография
Родился 20 апреля 1928 года в деревне Величковцы, Ушачского района Витебской области в крестьянской семье.
с 1941 по 1944 годы в период Великой Отечественной войны пережил немецко-фашистскую оккупацию. С 1944 года после освобождения района от гитлеровских войск М. К. Демешко участвовал в восстановлении колхозного хозяйства.
С 1945 года  переехал в город Полоцк и начал обучение в школе фабрично-заводского обучения при Полоцком областном ремонтно-строительном тресте Министерства жилищно-гражданского строительства БССР. С 1946 года после окончания школы ФЗО и получения специальности «каменщик», в составе всего выпуска М. К. Демешко был направлен в распоряжение треста, где стал трудиться по специальности.
М. К. Демешко принимал активное участие в восстановлении города Полоцка и строительстве таких крупных промышленных предприятий города, как — мясокомбинат , Литейно-механический завод и Полоцкий завод стекловолокна.  В 1951 году М. К. Демешко был назначен бригадиром каменщиков. Его бригада возводила многоэтажные жилые дома на проспекте Карла Маркса, улицах Коммунистической и Гоголя, а также в новом микрорайоне Задвинье. Среди других социально значимых объектов, на которых трудились каменщики под руководством М. К. Демешко — школы, детские сады и новое здание педагогического училища.
9 августа 1958 года Указом Президиума Верховного Совета СССР «самоотверженный труд и высокие производственные показатели» М. К. Демешко был награждён Орденом Трудового Красного Знамени.
В 1961 году бригаде М. К. Демешко первой в тресте было присвоено звание «Бригада коммунистического труда».
7 мая 1971 года Указом Президиума Верховного Совета СССР «за выдающиеся производственные успехи в выполнении заданий пятилетнего плана» Михаил Кузьмич Демешко был удостоен звания Героя Социалистического Труда с вручением Ордена Ленина и золотой медали «Серп и Молот».
В 1974 году по состоянию здоровья был вынужден уйти на пенсию, ему был присвоен статус персонального пенсионера союзного значения. Проживал в городе Полоцк Витебской области.
Скоропостижно скончался 27 августа 1976 года.

## Награды
- Медаль «Серп и Молот» (7.05.1971)
- Орден Ленина (7.05.1971)
- Орден Трудового Красного Знамени (9.08.1958)

### Звание
- Заслуженный строитель БССР (1965)